# Dana Dragomir
Dana Dragomir, folkbokförd som Daniela Burling, född 22 juli 1964 i Bukarest i Rumänien, är en rumänsk-svensk internationellt känd panflöjtsartist. Hon fick sitt genombrott i Sverige med titellåten ur filmen Mio min Mio. Dana Dragomir var den första instrumentalartisten att bli etta på Svensktoppen.

## Biografi
Dana Dragomir är världens första kvinnliga professionella panflöjtist. Hon började studera musik vid sex års ålder vid musikhögskolan Liceul George Enescu i Bukarest där hon tog examen 12 år senare. Efter åtta år i pianoklassen bytte Dragomir instrument till panflöjt. Hon var 16 år när hon upptäcktes och blev internationellt välkänd ganska snabbt.
Vid 21 års ålder blev hon upptäckt av en rumänsk-amerikansk manager och blev erbjuden ett treårskontrakt i Las Vegas som hon tackade ja till. I diktaturen Rumänien återkallades emellertid hennes rumänska utresevisum dagen före resan till USA; hemliga polisen Securitate skulle ge klartecken bara om hon spionerade på landsmän i utlandet, bland annat sin manager. Hon accepterade för att kunna lämna landet.
Efter ett och ett halvt år i USA insåg hon att managerns löfte att göra henne till en stor stjärna inte stämde och att han inte uppfyllde kontraktet. Ett år senare rymde hon från honom och med hjälp av en barndomsvän hamnade hon i Sverige 1986.
Några månader senare upptäcktes Dragomir av P4 Sjuhärad i Borås och kom att medverka i TV-programmen Gomorron Sverige och Hallå Skandinavien från Göteborg. Hennes stora genombrott kom med ledmotivet till filmen Mio min Mio komponerad av Björn Ulvaeus och Benny Andersson.
Sedan diktaturen i Rumänien hade fallit kunde Dragomir återvända och träffa sina föräldrar; på senare år har hon även givit konserter och intervjuer där.
Dana Dragomir har sålt över en miljon album enbart i Sverige där många låtar oftast är covers, men några som Dragomir själv har komponerat.

## Familj
Dana Dragomir var gift med radio- och tv-profilen Klas Burling från tidigt 1990-tal till hans bortgång 2023 och tillsammans har de en dotter, född 1994.

## Diskografi

### Album
- 1988 Från Orup till Bellman tillsammans med Merit Hemmingson (Grammisnominerad)
- 1989 Julglitter tillsammans med Merit Hemmingson
- 1991 Fluty Romances
- 1992 Demiro
- 1993 Traditional
- 1994 Samling
- 1995 Panflöjtsfavoriter med Gheorghe Zamfir
- 1996 PanDana
- 1997 I en klosterträdgård
- 1999 Favoriter
- 1999 Pan is alive and well
- 2000 100% Dana Dragomir
- 2007 Älskade svenska visor
- 2011 "20" The best of me
- 2014 Frost

### Egna kompositioner
Dragomir spelar inte bara in covers utan hon komponerar även egna melodier (oftast tillsammans med musiker som Per Andréasson, Amadin, Per Magnusson, Peter Grönvall och Renate Cumerfield.)
Dragomirs egna kompositioner
- 1992 "Into the light" (Från albumet Demiro)

Komponerat med medkompositörer
- 1991 "The song of Iancu Jianu" med Per Andréasson (Från albumet Fluty Romances)[5]
- 1991 "Cries of Beirut" med Per Andréasson (Från albumet Fluty Romances)[6][5]
- 1991 "Firutza" med Per Andréasson (Från albumet Fluty Romances)[5]
- 1991 "Ah, ia zein" med Per Andréasson (Från albumet Fluty Romances)[5]
- 1995 "Marmarooni" med Renate Cumerfield (Från singeln PanDana is Dana Dragomir)[7]
- 1995 "December 7" med Amadin i Cheiron studios (Från albumet  Pandana)[7]
- 1995 "Ote'ae" with R. Cumerfield (Från albumet  Pandana)[7]
- 1995 "Whispering Waves" med Per Magnusson i Cheiron Studios (Från albumet Pandana)[7]
- 1995 "Rich and Poor" (Från albumet Pandana)[7]
- 1995 "Imagination" med Jonas Berggren[7]
- 1995 "Seven Valleys" at Cheiron Studios (Från albumet  Pandana)[7]
- 1995 "One man woman" med Amadin i Cheiron Studios (Från albumet  Pandana)[7]
- 1999 "Pan is alive" med Peter Grönvall (Från albumet Pan is alive and well)[8]
- 1999 "Salomeia" med Peter Grönvall (Från albumet Pan is alive and well)[8]
- 1999 "Klagan" med Peter Grönvall (Från albumet Pan is alive and well)[8]

### Melodier på Svensktoppen
- "Mio, min Mio" - 1991
- "Chiquitita" - 1993
- "Wermeland" - 2000

## Priser och nomineringar
- 1990 Grammis nominering tillsammans med Merit Hemmingson.[9]